# Xylocopa inconstans
Xylocopa inconstans é uma espécies de abelha carpinteiro.

## Descrição

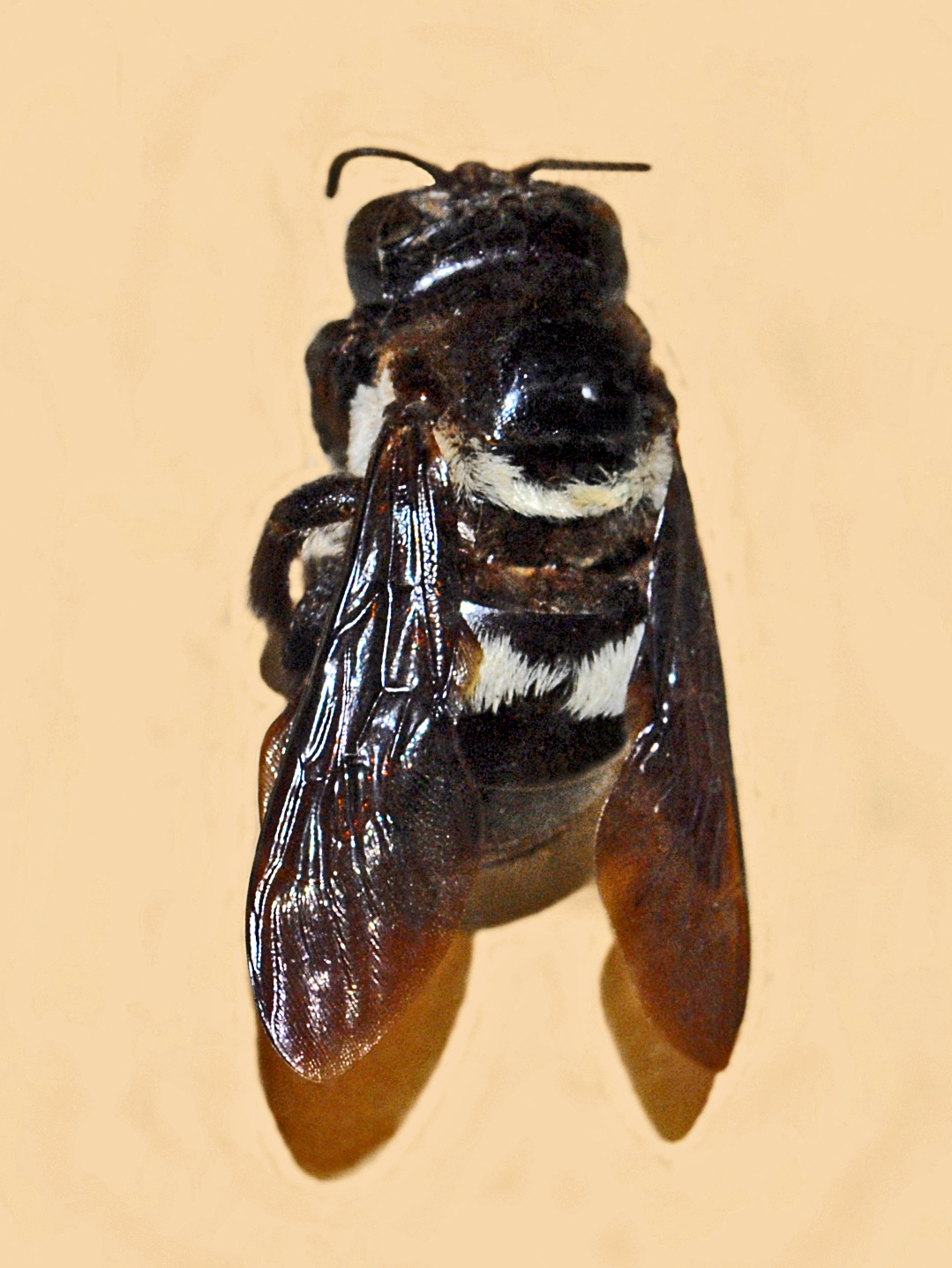
A Xylocopa inconstans specimen from Eritrea

Xylocopa inconstans pode atingir um comprimento de cerca de 20 - 26 mm. O escutelo tem um ângulo reto. O verso do mesosoma e o primeiro tergito mostram uma pubescência branca.

## Distribuição
Esta espécie pode ser encontrada no Senegal, Burquina Fasso, Togo, Camarões, República Democrática do Congo, Sudão, Somália, Etiópia, Quénia, Tanzânia, Moçambique, Malawi, Zimbabué, Angola, Botsuana, Namíbia e África do Sul.